# Sis dies de Stuttgart
Els Sis dies de Stuttgart era una cursa de ciclisme en pista, de la modalitat de sis dies, que es corria al Hanns-Martin-Schleyer-Halle de Stuttgart (Alemanya). La seva primera edició data del 1928 i es van diputar fins al 1933. El 1984 es va tornar a córrer i va durar fins al 2008. L'alemany Andreas Kappes, amb sis victòries, és el ciclista amb més triomfs.

## Palmarès
| Any      | Primers                                            | Segons                                                 | Tercers                                                 |
| -------- | -------------------------------------------------- | ------------------------------------------------------ | ------------------------------------------------------- |
| 1928     | Theo Frankenstein · Piet van Kempen                | Erich Junge · Willy Rieger                             | Henri Duray · Victor Standaert                          |
| 1929 (1) | Emil Richli · Pietro Linari                        | Paul Buschenhagen · Theo Frankenstein                  | Erich Junge · Max Skupinski                             |
| 1929 (2) | Paul Buschenhagen · Piet van Kempen                | Max Skupinski · Jan Pijnenburg                         | Hans Bragard · Albert Meyer                             |
| 1930     | No disputats                                       | No disputats                                           | No disputats                                            |
| 1931 (1) | Fritz Preuss · Paul Resiger                        | Willy Funda · Kurt Krüger                              | Lothar Ehmer · Oskar Tietz                              |
| 1931 (2) | Gottfried Hürtgen · Viktor Rausch                  | Paul Buschenhagen · Emil Richli                        | Adolphe Charlier · Roger De Neef                        |
| 1932     | No disputats                                       | No disputats                                           | No disputats                                            |
| 1933     | Jan Pijnenburg · Emil Richli                       | Gustav Kilian · Hans Putzfeld                          | Fritz Preuss · Oskar Tietz                              |
| 1934-83  | No disputats                                       | No disputats                                           | No disputats                                            |
| 1984     | Gregor Braun · Gert Frank                          | Josef Kristen · Horst Schütz                           | Albert Fritz · Roman Hermann                            |
| 1985     | Josef Kristen · Henri Rinklin                      | Albert Fritz · Dietrich Thurau                         | Gert Frank · Michael Marcussen                          |
| 1986     | Gert Frank · Rene Pijnen                           | Josef Kristen · Dietrich Thurau                        | Danny Clark · Anthony Doyle                             |
| 1987     | Roman Hermann · Josef Kristen                      | Francesco Moser · Anthony Doyle                        | Danny Clark · Dietrich Thurau                           |
| 1988     | Roman Hermann · Dietrich Thurau                    | Danny Clark · Anthony Doyle                            | Volker Diehl · Roland Günther                           |
| 1989     | Danny Clark · Uwe Bolten                           | Rolf Gölz · Roman Hermann                              | Dietrich Thurau · Stan Tourné                           |
| 1990     | Volker Diehl · Etienne De Wilde                    | Urs Freuler · Hans Rudi Maerki                         | Pierangelo Bincoletto · Guido Bontempi                  |
| 1991     | Andreas Kappes · Etienne De Wilde                  | Jens Veggerby · Stan Tourné                            | Danny Clark · Roland Günther                            |
| 1992     | Pierangelo Bincoletto · Danny Clark                | Jens Veggerby · Stan Tourné                            | Andreas Kappes · Etienne De Wilde                       |
| 1993     | Andreas Kappes · Etienne De Wilde                  | Pierangelo Bincoletto · Danny Clark                    | Konstantin Khrabsov · Peter Pieters                     |
| 1994     | Jens Veggerby · Etienne De Wilde                   | Kurt Betschart · Bruno Risi                            | Andreas Kappes · Danny Clark                            |
| 1995     | Danny Clark · Etienne De Wilde                     | Kurt Betschart · Bruno Risi                            | Jimmi Madsen · Jens Veggerby                            |
| 1996     | Jimmi Madsen · Jens Veggerby                       | Kurt Betschart · Bruno Risi                            | Danny Clark · Gerd Dörich                               |
| 1997     | Andreas Kappes · Carsten Wolf                      | Kurt Betschart · Bruno Risi                            | Danny Clark · Matthew Gilmore                           |
| 1998     | Kurt Betschart · Bruno Risi                        | Andreas Kappes · Adriano Baffi                         | Silvio Martinello · Marco Villa                         |
| 1999     | Andreas Kappes · Adriano Baffi                     | Tayeb Braikia · Jimmi Madsen                           | Silvio Martinello · Marco Villa                         |
| 2000     | Andreas Kappes · Silvio Martinello                 | Adriano Baffi · Marco Villa                            | Gerd Dörich · Erik Weispfennig                          |
| 2001     | Marco Villa · Silvio Martinello                    | Andreas Kappes · Gerd Dörich                           | Matthew Gilmore · Scott McGrory                         |
| 2002     | Kurt Betschart · Bruno Risi                        | Matthew Gilmore · Scott McGrory                        | Andreas Beikirch · Gerd Dörich                          |
| 2003     | Matthew Gilmore · Scott McGrory                    | Andreas Beikirch · Andreas Kappes                      | Jens Lehmann · Gerd Dörich                              |
| 2004     | Andreas Beikirch · Gerd Dörich · Andreas Kappes    | Kurt Betschart · Franco Marvulli · Bruno Risi          | Matthew Gilmore · Marty Nothstein · Jean-Pierre Van Zyl |
| 2005     | Kurt Betschart · Franco Marvulli · Bruno Risi      | Andreas Beikirch · Gerd Dörich · Andreas Kappes        | Alexander Aeschbach · Leif Lampater · Marco Villa       |
| 2006     | Robert Bartko · Guido Fulst · Leif Lampater        | Kurt Betschart · Franco Marvulli · Alexander Aeschbach | Matthew Gilmore · Iljo Keisse · Marco Villa             |
| 2007     | Bruno Risi · Franco Marvulli · Alexander Aeschbach | Robert Bartko · Guido Fulst · Leif Lampater            | Olaf Pollack · Peter Schep · Danny Stam                 |
| 2008     | Robert Bartko · Iljo Keisse · Leif Lampater        | Bruno Risi · Guido Fulst · Alexander Aeschbach         | Andreas Beikirch · Gerd Dörich · Erik Mohs              |